# 황갈색붉은박쥐
황갈색붉은박쥐(Lasiurus varius)는 애기박쥐과에 속하는 박쥐의 일종이다. 동부붉은박쥐 또는 사막붉은박쥐의 이명으로 간주하기도 하지만 별개의 종이다.

## 분포 및 보전 상태
황갈색붉은박쥐는 아르헨티나 남부 지역과 칠레에서 서식한다. 개체군에 대한 정보는 없지만 넓은 분포 지역때문에 대형 개체군의 일종이며 따라서 관심대상종으로 간주하고 있다.